# ادموند مک‌دانلد
ادموند مک‌دانلد (انگلیسی: Edmund MacDonald؛ ‏ ۷ مهٔ ۱۹۰۸ – ۲ سپتامبر ۱۹۵۱) بازیگر اهل ایالات متحده آمریکا بود. وی بین سال‌های ۱۹۲۹ تا ۱۹۴۹ میلادی فعالیت می‌کرد.

## گزیدهٔ فیلم‌شناسی
- عقاب سیاه
- میان‌بر
- داستان دکتر واسل
- جلادان هم می‌میرند
- شرلوک هولمز در واشینگتن
- ندای دره
- تفنگ‌های بزرگ
- تگزاس
- بریگم یانگ
- جمعه سیاه
- مرد نامرئی بازمی‌گردد
- دستری دوباره می‌راند
- فرار از زندان